# نوده (دماوند)
نوده (دماوند)، روستایی از توابع بخش رودهن شهرستان دماوند در استان تهران ایران است.

## جمعیت
این روستا در دهستان مهرآباد قرار دارد و براساس سرشماری مرکز آمار ایران در سال ۱۳۸۵، جمعیت آن ۱۷۲ نفر (۴۰خانوار) بوده‌است.مردم این روستا از قومیت طبری هستند و به زبان طبری دماوندی که گویشی از زبان مازندرانی می‌باشد صحبت می‌کنند.